# Улмалахти
У́лмала́хти (фин. и карел. Ulmalahti) — деревня в Питкярантском районе Республики Карелия в России. Входила в упразднённое в 2023 году Харлуское сельское поселение.

## Общие сведения
Расположена на северо-восточном берегу озера Янисъярви в дельте реки Улмосенйоки.

## Население
| 2002 | 2009 | 2010 | 2013 |
| ---- | ---- | ---- | ---- |
| 4    | ↘2   | ↘1   | →1   |